# 1. Bundesliga 2007-08
La 1. Bundesliga 2007-08 fue la 45.ª edición de la Fußball-Bundesliga, la mayor competición futbolística de Alemania. Fue disputada por 18 equipos, iniciando el 10 de agosto de 2007 y culminando el 17 de mayo de 2008
Bayern Múnich se consagró campeón al igualar sin goles en la fecha 31 ante Wolfsburgo, en condición de visitante. Significó el vigésimo título del club en la Bundesliga, y el vigésimo primero en la máxima división del país.

## Equipos
| Pos | Descendidos de 1. Bundesliga |
| --- | ---------------------------- |
| 16º | Maguncia 05                  |
| 17º | Alemannia Aquisgrán          |
| 18º | Borussia Mönchengladbach     |

| Pos | Ascendidos de 2. Bundesliga |
| --- | --------------------------- |
| 1º  | Karlsruher                  |
| 2º  | Hansa Rostock               |
| 3º  | Duisburgo                   |

| Equipo              | Ciudad        | Estadio                  | Aforo  |
| ------------------- | ------------- | ------------------------ | ------ |
| Arminia Bielefeld   | Bielefeld     | SchücoArena              | 28 008 |
| Bayer Leverkusen    | Leverkusen    | BayArena                 | 22 500 |
| Bayern de Múnich    | Múnich        | Allianz Arena            | 69 901 |
| Bochum              | Bochum        | Ruhrstadion              | 31 328 |
| Borussia Dortmund   | Dortmund      | Signal Iduna Park        | 80 708 |
| Duisburgo           | Duisburgo     | MSV-Arena                | 31 502 |
| Eintracht Fráncfort | Fráncfort     | Commerzbank-Arena        | 52 300 |
| Energie Cottbus     | Cottbus       | Stadion der Freundschaft | 22 450 |
| Hamburgo            | Hamburgo      | HSH Nordbank Arena       | 57 274 |
| Hannover 96         | Hannover      | AWD-Arena                | 49 000 |
| Hansa Rostock       | Rostock       | DKB-Arena                | 29 000 |
| Hertha Berlín       | Berlín        | Olympiastadion           | 74 228 |
| Karlsruher          | Karlsruhe     | Wildparkstadion          | 32 306 |
| Núremberg           | Núremberg     | easyCredit-Stadion       | 47 559 |
| Schalke 04          | Gelsenkirchen | Veltins-Arena            | 61 673 |
| Stuttgart           | Stuttgart     | Estadio Gottlieb Daimler | 58 000 |
| Werder Bremen       | Bremen        | Weserstadion             | 42 358 |
| Wolfsburgo          | Wolfsburgo    | Volkswagen-Arena         | 30 000 |

### Equipos porEstados federados
| Región                            | N.º | Equipos                                                                                |
| --------------------------------- | --- | -------------------------------------------------------------------------------------- |
| Renania del Norte-Westfalia       | 6   | Arminia Bielefeld, Bayer Leverkusen, Bochum, Borussia Dortmund, Duisburgo y Schalke 04 |
| Baja Sajonia                      | 2   | Hannover 96 y Wolfsburgo                                                               |
| Baviera                           | 2   | Bayern de Múnich y Núremberg                                                           |
| Baden-Wurtemberg                  | 2   | Karlsruher y Stuttgart                                                                 |
| Berlín                            | 1   | Hertha Berlín                                                                          |
| Brandeburgo                       | 1   | Energie Cottbus                                                                        |
| Bremen                            | 1   | Werder Bremen                                                                          |
| Hamburgo                          | 1   | Hamburgo                                                                               |
| Hesse                             | 1   | Eintracht Fráncfort                                                                    |
| Mecklemburgo-Pomerania Occidental | 1   | Hansa Rostock                                                                          |

## Sistema de competición
Los dieciocho equipos se enfrentaron entre sí bajo el sistema de todos contra todos a doble rueda, completando un total de 34 fechas. Las clasificación se estableció a partir de los puntos obtenidos en cada encuentro, otorgando tres por partido ganado, uno por empatado y ninguno en caso de derrota. En caso de igualdad de puntos entre dos o más equipos, se aplicaron, en el mencionado orden, los siguientes criterios de desempate:
1. Mejor diferencia de goles en todo el campeonato;
2. Mayor cantidad de goles a favor en todo el campeonato;
3. Mayor cantidad de puntos en los partidos entre los equipos implicados;
4. Mejor diferencia de goles en los partidos entre los equipos implicados;
5. Mayor cantidad de goles a favor en los partidos entre los equipos implicados.

Al finalizar el campeonato, el equipo ubicado en el primer lugar de la clasificación se consagró campeón y clasificó a la fase de grupos de la Liga de Campeones de la UEFA 2008-09, junto con el subcampeón; el tercero, por su parte, disputó la tercera ronda previa. Asimismo, los equipos que finalizaron el certamen en cuarto y quinto lugar clasificaron a la primera ronda de la Copa de la UEFA 2008-09 junto con el campeón de la Copa de Alemania, mientras que el sexto accedió a la tercera ronda de la Copa Intertoto de la UEFA 2008.
Por otro lado, los equipos que ocuparon los últimos tres puestos de la clasificación —decimosexta, decimoséptima y decimoctava— descendieron de manera directa a la 2. Bundesliga.

## Clasificación
| Pos. | Equipo              | Pts. | PJ | G  | E  | P  | GF | GC | Dif. | Clasificación 2008-09                        |
| ---- | ------------------- | ---- | -- | -- | -- | -- | -- | -- | ---- | -------------------------------------------- |
| 1    | Bayern Múnich (C)   | 76   | 34 | 22 | 10 | 2  | 68 | 21 | +47  | Fase de grupos de la Liga de Campeones       |
| 2    | Werder Bremen       | 66   | 34 | 20 | 6  | 8  | 75 | 45 | +30  | Fase de grupos de la Liga de Campeones       |
| 3    | Schalke 04          | 64   | 34 | 18 | 10 | 6  | 55 | 32 | +23  | Tercera ronda previa de la Liga de Campeones |
| 4    | Hamburgo            | 54   | 34 | 14 | 12 | 8  | 47 | 26 | +21  | Primera ronda de la Copa de la UEFA          |
| 5    | Wolfsburgo          | 54   | 34 | 15 | 9  | 10 | 58 | 46 | +12  | Primera ronda de la Copa de la UEFA          |
| 6    | Stuttgart           | 52   | 34 | 16 | 4  | 14 | 57 | 57 | 0    | Tercera ronda de la Copa Intertoto           |
| 7    | Bayer Leverkusen    | 51   | 34 | 15 | 6  | 13 | 57 | 40 | +17  |                                              |
| 8    | Hannover 96         | 49   | 34 | 13 | 10 | 11 | 54 | 56 | −2   |                                              |
| 9    | Eintracht Fráncfort | 46   | 34 | 12 | 10 | 12 | 43 | 50 | −7   |                                              |
| 10   | Hertha Berlín       | 44   | 34 | 12 | 8  | 14 | 39 | 44 | −5   | Primera ronda previa de la Copa de la UEFA   |
| 11   | Karlsruher          | 43   | 34 | 11 | 10 | 13 | 38 | 53 | −15  |                                              |
| 12   | Bochum              | 41   | 34 | 10 | 11 | 13 | 48 | 54 | −6   |                                              |
| 13   | Borussia Dortmund   | 40   | 34 | 10 | 10 | 14 | 50 | 62 | −12  | Primera ronda de la Copa de la UEFA          |
| 14   | Energie Cottbus     | 36   | 34 | 9  | 9  | 16 | 35 | 56 | −21  |                                              |
| 15   | Arminia Bielefeld   | 34   | 34 | 8  | 10 | 16 | 35 | 60 | −25  |                                              |
| 16   | Núremberg           | 31   | 34 | 7  | 10 | 17 | 35 | 51 | −16  | Descenso de categoría                        |
| 17   | Hansa Rostock       | 30   | 34 | 8  | 6  | 20 | 30 | 52 | −22  | Descenso de categoría                        |
| 18   | Duisburgo           | 29   | 34 | 8  | 5  | 21 | 36 | 55 | −19  | Descenso de categoría                        |

Actualizado a los partidos jugados el 17 de mayo de 2008.
 Fuente: DFB
1. ↑  Copa de Alemania (CC): El campeón de la Copa de Alemania 2007-08, Bayern Múnich, ya estaba clasificado a la Liga de Campeones 2008-09 como campeón de la presente Bundesliga. En consecuencia, Borussia Dortmund, subcampeón de la Copa de Alemania 2007-08, accedió a la primera ronda de la Copa de la UEFA 2008-09.

Notas:
1. ↑  La UEFA le otorgó a la Bundesliga un cupo extra para la primera ronda previa de la Copa de la UEFA a través de un sorteo entre los clubes con mejor Fair-Play en la temporada 2007-08. Esa plaza fue obtenida por Hertha Berlín.

| Bundesliga                        |
|                                   |
| Campeón Bayern Múnich 21.º título |

## Resultados
| Local \ Visitante   | ARM | BAL | BAY | BOC | BOD | DUI | FRA | COT | HAM | HAN | HAS | HER | KAR | NUR | SCH | STU | WER | WOL |
| ------------------- | --- | --- | --- | --- | --- | --- | --- | --- | --- | --- | --- | --- | --- | --- | --- | --- | --- | --- |
| Arminia Bielefeld   | —   | 1–0 | 0–1 | 2–0 | 2–2 | 0–2 | 2–2 | 1–1 | 0–1 | 0–2 | 4–2 | 2–0 | 1–0 | 3–1 | 0–2 | 2–0 | 1–1 | 0–1 |
| Bayer Leverkusen    | 4–0 | —   | 0–1 | 2–0 | 2–2 | 4–1 | 0–2 | 0–0 | 1–1 | 2–0 | 3–0 | 1–2 | 3–0 | 4–1 | 1–0 | 3–0 | 0–1 | 2–2 |
| Bayern Múnich       | 2–0 | 2–1 | —   | 3–1 | 5–0 | 0–0 | 0–0 | 5–0 | 1–1 | 3–0 | 3–0 | 4–1 | 2–0 | 3–0 | 1–1 | 4–1 | 1–1 | 2–1 |
| Bochum              | 3–0 | 2–0 | 1–2 | —   | 3–3 | 1–1 | 0–0 | 3–3 | 2–1 | 2–1 | 1–2 | 1–1 | 2–2 | 3–3 | 0–3 | 1–1 | 2–2 | 5–3 |
| Borussia Dortmund   | 6–1 | 2–1 | 0–0 | 2–1 | —   | 1–3 | 1–1 | 3–0 | 0–3 | 1–3 | 1–0 | 1–1 | 1–1 | 0–0 | 2–3 | 3–2 | 3–0 | 2–4 |
| Duisburgo           | 3–0 | 3–2 | 2–3 | 0–2 | 3–3 | —   | 0–1 | 0–1 | 0–1 | 1–1 | 1–1 | 1–2 | 0–1 | 1–0 | 0–2 | 2–3 | 1–3 | 1–3 |
| Eintracht Fráncfort | 2–1 | 2–1 | 1–3 | 1–1 | 1–1 | 4–2 | —   | 2–1 | 2–1 | 0–0 | 1–0 | 1–0 | 0–1 | 1–3 | 2–2 | 1–4 | 1–0 | 2–3 |
| Energie Cottbus     | 1–0 | 2–3 | 2–0 | 1–2 | 0–2 | 1–2 | 2–2 | —   | 2–0 | 5–1 | 2–1 | 2–1 | 2–0 | 1–1 | 1–0 | 0–1 | 0–2 | 1–2 |
| Hamburgo            | 1–1 | 1–0 | 1–1 | 3–0 | 1–0 | 0–1 | 4–1 | 0–0 | —   | 1–1 | 2–0 | 2–1 | 7–0 | 1–0 | 0–1 | 4–1 | 0–1 | 2–2 |
| Hannover 96         | 2–2 | 0–3 | 0–3 | 3–2 | 2–1 | 2–1 | 2–1 | 4–0 | 0–1 | —   | 3–0 | 2–2 | 2–2 | 2–1 | 2–3 | 0–0 | 4–3 | 2–2 |
| Hansa Rostock       | 1–1 | 1–2 | 1–2 | 2–0 | 0–1 | 2–0 | 1–0 | 3–2 | 1–3 | 0–3 | —   | 0–0 | 0–0 | 1–2 | 1–1 | 2–1 | 1–2 | 0–1 |
| Hertha Berlín       | 1–0 | 0–3 | 0–0 | 2–0 | 3–2 | 2–0 | 0–3 | 0–0 | 0–0 | 1–0 | 1–3 | —   | 3–1 | 1–0 | 1–2 | 3–1 | 1–2 | 2–1 |
| Karlsruher          | 0–0 | 2–2 | 1–4 | 1–3 | 3–1 | 1–0 | 0–1 | 1–1 | 1–1 | 1–2 | 1–2 | 2–1 | —   | 2–0 | 0–0 | 1–0 | 3–3 | 3–1 |
| Núremberg           | 2–2 | 1–2 | 1–1 | 1–1 | 2–0 | 2–0 | 5–1 | 1–1 | 0–0 | 2–2 | 1–1 | 2–1 | 0–2 | —   | 0–2 | 0–1 | 0–1 | 1–0 |
| Schalke 04          | 3–0 | 1–1 | 0–1 | 1–0 | 4–1 | 2–1 | 1–0 | 5–0 | 1–1 | 1–1 | 1–0 | 1–0 | 0–2 | 2–1 | —   | 4–1 | 1–1 | 1–2 |
| Stuttgart           | 2–2 | 1–0 | 3–1 | 1–0 | 1–2 | 1–0 | 4–1 | 3–0 | 1–0 | 0–2 | 4–1 | 1–3 | 3–1 | 3–0 | 2–2 | —   | 6–3 | 3–1 |
| Werder Bremen       | 8–1 | 5–2 | 0–4 | 1–2 | 2–0 | 1–2 | 2–1 | 2–0 | 2–1 | 6–1 | 1–0 | 3–2 | 4–0 | 2–0 | 5–1 | 4–1 | —   | 0–1 |
| Wolfsburgo          | 1–3 | 1–2 | 0–0 | 0–1 | 4–0 | 2–1 | 2–2 | 3–0 | 1–1 | 3–2 | 1–0 | 0–0 | 1–2 | 3–1 | 1–1 | 4–0 | 1–1 | —   |

## Estadísticas

### Goleadores
| Jugador          | Equipo            | Goles |
| ---------------- | ----------------- | ----- |
| Luca Toni        | Bayern de Múnich  | 24    |
| Mario Gómez      | Stuttgart         | 19    |
| Kevin Kurányi    | Schalke 04        | 15    |
| Ivica Olić       | Hamburgo          | 14    |
| Markus Rosenberg | Werder Bremen     | 14    |
| Diego            | Werder Bremen     | 13    |
| Marko Pantelić   | Hertha Berlín     | 13    |
| Mladen Petrić    | Borussia Dortmund | 13    |
| Stanislav Šesták | Bochum            | 13    |